# أل سويفت
أل سويفت (بالإنجليزية: Al Swift)‏ هو سياسي أمريكي، ولد في 12 سبتمبر 1935 في تاكوما في الولايات المتحدة، وتوفي في 20 أبريل 2018 في الإسكندرية في الولايات المتحدة بسبب تليف رئوي. حزبياً، نشط في الحزب الديمقراطي. في انتخابات مجلس النواب الأمريكي 1990 ‏، انتخب عضو مجلس النواب الأمريكي عن دائرة Washington's 2nd congressional district ‏ وقد انضم خلال فترته النيابية ‏ (3 يناير 1991 – 3 يناير 1993) للكتلة البرلمانية الحزب الديمقراطي وفي انتخابات مجلس النواب الأمريكي 1992 ‏، انتخب عضو مجلس النواب الأمريكي عن دائرة Washington's 2nd congressional district ‏ وقد انضم خلال فترته النيابية ‏ (5 يناير 1993 – 3 يناير 1995) للكتلة البرلمانية الحزب الديمقراطي وانتخب عضو مجلس النواب الأمريكي.